# Saison 2 de Star Trek: Enterprise
Chronologie
Saison 1 Saison 3
Cette page présente les épisodes de la saison 2 de la série télévisée Star Trek: Enterprise.

## Épisodes

### Épisode 1:Ondes de choc: 2/2
- John Fleck (Silik)
- Matt Winston (Agent Daniels)
- Vaughn Armstrong (Vice-Amiral Maxwell Forrest)
- Gary Graham (Ambassadeur Soval)
- Keith Allan (Commandeur Raan)
- Jim Fitzpatrick (Commandeur Williams)

### Épisode 2:Premier Contact
- Ann Cusack (Maggie)
- J. Paul Boehmer (Matelot Mestral)
- Hank Harris (Jack)
- Michael Krawic (Spécialiste Stron)
- David Selburg (Capitaine Vulcain)
- Ron Marasco (Capitaine Tellus)

### Épisode 5:Mon ami Porthos
- Vaughn Armstrong (Capitaine Kreetassien)

### Épisode 6:Les Maraudeurs
- Larry Cedar (Tessic)
- Steven Flynn (Maklii)
- Bari Hochwald (E'Lis)
- Jesse James Rutherford (Q'ell)
- Robertson Dean (Capitaine Korok)

### Épisode 7:Mission secrète
- Bruce Davison (Menos)
- Stephen Mendillo (Capitaine Tavek)

### Épisode 8:Objet contaminant
- Francis Guinan (Général Gosis)
- Tim Kelleher (Officier Pell)
- Brian Reddy (Dr Temec)

### Épisode 9:Anarchie sur l'Enterprise
- Matthew Kaminsky (Matelot Cunningham)

### Épisode 10:Une peur invisible
- Keone Young (Père d'Hoshi Sato)
- Morgan H. Margolis (Matelot Baird)
- Carly Thomas (Alison)

### Épisode 11:La Princesse
- Padma Lakshmi (Reine Kaitaama)
- Scott Klace (Firek Goff)
- Leland Crooke (Firek Plinn)

### Épisode 12:Les Déserteurs
- Scott Burkholder (Rellus Tagrim)
- Zach Grenier (Renth)
- Aaron Lustig (Guri)
- Danny Goldring (Capitaine de la Milice Takret)

### Épisode 13:Crépuscule
- Brad Greenquist (Capitaine Khata'n Zshaar)
- Gregg Henry (Pilote Zho'Kaan)

### Épisode 14:Contamination
- Melinda Page Hamilton (Feezal Phlox)
- Michael Ensign (Dr Oratt)
- Bob Morrisey (Dr Strom)
- Jeffrey Hayenga (Dr Yuris)

### Épisode 15:Le Négociateur
- Jeffrey Combs (Commandeur Shran)
- Gary Graham (Ambassadeur Soval)
- Vaughn Armstrong (Vice-Amiral Maxwell Forrest)
- Christopher Shea (Capitaine Telev)
- Suzie Plakson (Lieutenant Tarah)
- John Balma (Sub-Commandeur Muroc)

### Épisode 16:Le Vaisseau du futur
- Vaughn Armstrong (Vice-Amiral Maxwell Forrest)
- Cullen Douglas (Commandant Suliban)

### Épisode 17:Prisonnier
- Mark Rolston (Kuroda Lor-ehn)
- Holmes R. Osborne (Officiel Enolien)
- Michael McGrady (Prisonnier)
- Sean Whalen (Zoumas)

### Épisode 18:Les Envahisseurs
- Joseph Will (Matelot Michael Rostov)
- Steven Allerick (Enseigne Cook)

### Épisode 19:Le Procès
- J.G. Hertzler (Avocat Kolos)
- John Vickery (Procureur Orak)
- Daniel Rordan (Capitaine Duras)
- Granville Van Dusen (Magistrat Klingon)

### Épisode 20:Le Deuil
- Joan Pringle (Rianna Mayweather)
- Corey Mendell Parker (Capitaine Paul Mayweather)
- Nicole Forester (Matelot Nora)
- Adam Paul (Timonier Charlie Nichols)
- Philip Anthony-Rodriguez (Ingénieur Juan)
- Ken Feinberg (Capitaine des pirates)

### Épisode 21:Tolérance
- Henry Stram (Professeur Hudak)
- Mark Chaet (Dr Yolen)
- Laura Putney (Dr Trevix)
- D.C. Douglas (Dr Zepht)

### Épisode 22:Le Troisième Sexe
- Andreas Katsulas (Capitaine Drennik)
- Becky Wahlstrom (Cogénitrice)
- Laura Interval (Officier Veylo)
- Larissa Laskin (Dr Calla)
- F.J. Rio (Ingénieur vissien)

### Épisode 23:Une découverte dangereuse
- Vaughn Armstrong (Vice-Amiral Maxwell Forrest)
- Jim Fitzpatrick (Commandeur Williams)
- John Short (Dr Drake)
- Bonita Friedericy (Dr Rooney)
- Chris Wynne (Dr Moninger)
- Paul Scott (Matelot Foster)
- Adam Harrington (Chercheur)
- Mark Chadwick (Cobaye Borg)

### Épisode 24:L'Étoffe d'un héros
- Vaughn Armstrong (Vice-Amiral Maxwell Forrest)
- Keith Carradine (Commandeur A.G. Robinson)
- Brigid Brannagh (Ruby)

### Épisode 25:Chasseur de primes
- Jordan Lund (Skalaar)
- Robert O'Reilly (Kago-Darr)
- Ed O'Ross (Gaavrin)
- Michael Garvez (Capitaine Goroth)

### Épisode 26:Menace sur la Terre
- Vaughn Armstrong (Vice-Amiral Maxwell Forrest)
- Gary Graham (Ambassadeur Soval)
- John Fleck (Silik)
- Daniel Rordan (Capitaine Duras)
- Bruce Wright (Dr Fer'at)
- James Horan (Commanditaire des Suliban)
- Josh Cruze (Capitaine Ramirez)